# Jamie Flatters
Jamie Flatters (* 7. Juli 2000 in London) ist ein britischer Schauspieler und Filmemacher.

## Leben und Karriere
Der im Süden Londons geborene Jamie Flatters begann sich bereits als Kind für die Schauspielerei zu begeistern. Nach Auftritten im Theater erschien er als Jugendlicher in britischen Fernsehproduktionen. Kurze Zeit später wurde er für den Part des Neteyam in James Camerons Science-Fiction-Fortsetzung Avatar: The Way of Water (2022) gecastet. Als ältester Filmsohn von Sam Worthington und Zoe Saldana stand er zwischen 2017 und 2018 in Los Angeles vor der Kamera. Im Jahr der Veröffentlichung des Films wurde er vom britischen Branchendienst Screendaily zu den Stars of Tomorrow gezählt. Auch in den folgenden Teilen der Avatar-Filmreihe soll er erscheinen.
Parallel zur Schauspielerei trat Flatters mit dem 7-minütigen Werk Men (2017) und der 33-minütigen Produktion These Spinning Straight Lines (2022) als Regisseur, Produzent beziehungsweise Drehbuchautor in Erscheinung.

## Filmografie

### Schauspieler
- 2015–2016: So Awkward (Fernsehserie, 26 Folgen)
- 2016: Flat TV (Fernsehserie, 1 Folge)
- 2017–2020: Liar (Fernsehserie, 10 Folgen)
- 2019: Silence (Kurzfilm)
- 2020: Die Schlacht um die Schelde (De slag om de Schelde)
- 2021: Close to Me (Miniserie, 4 Folgen)
- 2021: Tuesday (Kurzfilm)
- 2022: The School for Good and Evil
- 2022: Avatar: The Way of Water

### Regie
- 2017: Men (Kurzfilm)
- 2022: These Spinning Straight Lines (Kurzfilm, auch Drehbuch und Produktion)